# Bordeaux Open 1992
L'ATP Bordeaux 1992 è stato un torneo di tennis giocato sulla terra rossa. È stata la 14ª edizione dell'ATP Bordeaux, che fa parte della categoria World Series nell'ambito dell'ATP Tour 1992. Il torneo si è giocato a Bordeaux in Francia, dal 14 al 20 settembre 1992.

## Campioni

### Singolare maschile
Andrij Medvedjev ha battuto in finale  Sergi Bruguera con il punteggio di 6–3, 1–6, 6–2

### Doppio maschile
Sergio Casal /  Emilio Sánchez hanno battuto in finale  Arnaud Boetsch /  Guy Forget || con il punteggio di 6–1, 6–4